# John Eugene Hasty
John Eugene Hasty, né le 28 mai 1894 à Lafayette dans l'État de l'Indiana et mort le 31 janvier 1974 à Los Angeles, en Californie, est un romancier, nouvelliste, scénariste, producteur de radio et biographe américain, auteur de roman policier.

## Biographie
Il travaille dans le milieu de la publicité sur la côte Ouest des États-Unis, puis devient scripteur et producteur pour la radio. En 1940, il signe le scénario du court métrage American Portrait, réalisé par Wallace Fox, avec Alan Ladd.
En littérature, il publie dès 1919 sa première nouvelle, intitulée Three Thousand Dollars, dans le Blue Book Magazine. Le gros de sa production de nouvelliste, presque uniquement consacrée au genre policier, paraît toutefois dans les années 1950, dont deux nouvelles pour le Ellery Queen's Mystery Magazine qui ont pour héros les frères détectives Willie et Al Hosmer. Il aborde le roman en 1958 avec la trilogie noire des enquêtes du sergent Rick Gillis, un vétéran de la Seconde Guerre mondiale, devenu un « policier coriace et solitaire de la ville de Crescenta, en Californie, depuis 14 ans. » Dans L'Air et la Chanson (Angel With Dirty Wings, 1961), il enquête sur la mort de Lola Kendall, une jeune femme qui n'est pas aimée de tous dans la petite communauté. Dans Liaison périlleuse (Some Mischief Still, 1963), qui se déroule deux ans après, le policier évite de peu une erreur judiciaire dans son enquête sur le triple meurtre d'un entrepreneur, de sa femme et de sa secrétaire. Personnage faillible et complexe, qui sous sa carapace de dur-à-cuire cherche la sympathie et la tendresse qui lui ont toujours manqué, Rick Gillis rappelle par certains traits le Lew Archer de Ross Macdonald.
John Eugene Hasty a également publié deux ouvrages biographiques sur Benjamin Franklin.

## Œuvre

### Romans

#### SérieRick Gillis
- The Man Without a Face (1958) Publié en français sous le titre L'Inconnu sans visage, traduit par Robert de Saint-Prix, Paris, Éditions de Trévise, coll. « Le Cachet » no 13, 1961
- Angel With Dirty Wings (1961) Publié en français sous le titre L'Air et la Chanson, traduit par Lionel Bart, Paris, Gallimard, Série noire no 716, 1962
- Some Mischief Still (1963) Publié en français sous le titre Liaison périlleuse, traduit par Jean-Pierre Técourt, Gallimard, Série noire no 827, 1963

### Nouvelles

#### SérieWillie et Al Hosmer
- Crime à la Carte (1953) Publié en français sous le titre Tarte maison, Opta, Mystère magazine no 84, janvier 1955
- How Culture Came to Milford (1962)

#### Autres nouvelles
- Three Thousand Dollars (1919)
- Not a Motion Picture (1924)
- The Man Who Was a God (1929)
- The Hunted (1951)
- Some Other Body (1953)
- How Dead Can You Get? (1954)
- January Heat (1955)
- Unfinished Business (1956)
- You Can’t Run Forever (1956)
- Something Special (1956)
- Ghost Town (1959) Publié en français sous le titre La Ville fantôme, Fayard, Minuit no 12, mars 1960

### Autres publications
- Benjamin Franklin: An American Printer (1924)
- A Franklin Keepsake : the Portrait of Franklin Was Specially Painted (1924)
- If It Were Today: A Playlet (1926)
- Done With Mirrors: Admissions of a Free-Lance Writer (1943)

## Filmographie

### En tant que scénariste
- 1940 : American Portrait, court métrage américain réalisé par Wallace Fox, avec Alan Ladd.

## Sources
- Claude Mesplède et Jean-Jacques Schleret, SN, voyage au bout de la Noire : inventaire de 732 auteurs et de leurs œuvres publiés en séries Noire et Blème : suivi d'une filmographie complète, Paris, Futuropolis, 1982, 476 p. (OCLC 11972030), p. 182.